# Васлововцы
Васло́вовцы (укр. Васловівці) — село в Горишнешеровецкой сельской общине Черновицкого района Черновицкой области Украины.
Население по переписи 2001 года составляло 1374 человека. Почтовый индекс — 59451. Телефонный код — 3737. Код КОАТУУ — 7321582201.

## История
На территории села в урочище Гидло обнаружены остатки раннего поселения черняховской культуры (II—VI века н. э), а в центре села — древнее поселение XII—XIII веков. В урочище Селище найдены остатки исчезнувшего села XIV—XVII веков.
В исторических источниках село упоминается с 1662 года.
В июне 1932 здесь произошла кровавая стычка между румынскими жандармами и крестьянами.
В годы Великой Отечественной войны 115 жителей села принимали участие в борьбе против немецких войск.
До 2020 года входило в Заставновский район

## Известные уроженцы
- Евгений (Гакман) (1793—1873) — церковный, политический и культурный деятель Буковины, первый православный епископ Буковины и Далмации (1873), иеромонах.
- Гедеон (Губка) (род. 1962) — епископ Русской православной церкви
- Герелло, Василий Георгиевич — оперный певец, народный артист России, заслуженный артист Украины.